# Limnophila (Nesolimnophila) grandidieri
Limnophila (Nesolimnophila) grandidieri is een tweevleugelige uit de familie steltmuggen (Limoniidae). De soort komt voor in het Afrotropisch gebied.